# Piotr Bukowski
Piotr Bukowski – polski gitarzysta, twórca muzyki teatralnej i filmowej. Związany ze środowiskami muzycznymi Lado ABC i Milieu L'Acephale.
Założyciel zespołów Xenony (2014), Hokei (2012), Javva (2019). Wraz z Hubertem Zemlerem wspótworzy duet Opla (2019). Z Jakubem Ziołkiem współtworzy projekt filmowo-muzyczno-literacki Tutaj (2015).

## Dyskografia
- Stworywodne Black muds, bad big village (2005 Lado B/3)[3]
- Stwory Jet ep (2006 supp. by Lado)[4]
- Mazzoł Jebuk Mazzoł Jebuk (2014, Wounded Knife)[5]
- Hokei Don't go (2013 Lado B/22LP)[6]
- Duży Jack Uczucia (2016 LADO B/33)[7]
- Xenony Xe (2014 LADO A/13)[8]
- Xenony Polish Space Pogram (Instant Classic 2018, CLASSIC068CD)[9]
- Javva Balance of Decay (Antena Krzyku, 2019)[10]
- Opla Obertasy (Ersatz rec. 002, 2019)[11]